# Myosurus minimus
Espèce
Classification APG III (2009)
Myosurus minimus est une espèce de plante de la famille des Ranunculaceae. Les autres noms vernaculaires incluent : myosure, queue de souris, queue de rat, ratoncule (naine).